# Bernardia mexicana
Bernardia mexicana là một loài thực vật có hoa trong họ Đại kích. Loài này được (Hook. & Arn.) Müll.Arg. mô tả khoa học đầu tiên năm 1865.